# Latvijas Basketbola līga
Latvijas Basketbola līga – Łotewska Liga Koszykówki znana również jako Aldaris LBL ze względu na sponsorów. Najwyższa koszykarska klasa rozgrywkowa na Łotwie. Powstała w 1992 roku.
Od 1992 do 1999 roku tytuły mistrzowskie zdobywał wyłącznie zespół BK Brocēni, kolejnych siedem przypadło w udziale (2000–2006) BK Ventspils. W 2007 roku zwycięską passę BK Ventspils przerwała drużyna ASK Ryga. BK Ventspils odzyskało tytuł w 2009, pokonując Barons/LMT 4–3. Barons sięgnęli po tytuł rok później, zwyciężając VEF Ryga 4–3. Podczas 7-meczowego finału w 2011 VEF Ryga pokonała Ventspils, następnie uczyniła to jeszcze dwukrotnie w 2012 oraz 2013 roku. Udany rewanż Ventspils nastąpił w 2014, po czym rok później tytuł wrócił ponownie do Rygi.

## Drużyny w sezonie 2014–15
- VEF Ryga
- BK Windawa
- Liepāja/Triobet
- BK Valmiera
- BK Jelgava
- Jūrmala/Fēnikss
- BK Jēkabpils
- Latvijas Universitāte
- Barons kvartāls
- BK Saldus

## Finały ligi
| Sezon | Mistrz          | Wicemistrz       | Wynik |
| ----- | --------------- | ---------------- | ----- |
| 2015  | VEF Ryga        | BK Windawa       | 4–2   |
| 2014  | BK Windawa      | VEF Ryga         | 4–1   |
| 2013  | VEF Ryga        | BK Windawa       | 4–1   |
| 2012  | VEF Ryga        | BK Windawa       | 4–1   |
| 2011  | VEF Ryga        | BK Windawa       | 4–3   |
| 2010  | Barons/LMT      | VEF Ryga         | 4–3   |
| 2009  | BK Windawa      | BK LMT           | 4–3   |
| 2008  | Barons/LMT      | ASK Ryga         | 4–1   |
| 2007  | ASK Ryga        | BK Windawa       | 4–2   |
| 2006  | BK Windawa      | Barons           | 4–0   |
| 2005  | BK Windawa      | Barons           | 4–0   |
| 2004  | BK Windawa      | BK Skonto        | 4–0   |
| 2003  | BK Windawa      | BK Skonto        | 4–1   |
| 2002  | BK Windawa      | BK Skonto        | 4–0   |
| 2001  | BK Windawa      | Barons/LMT       | 4–1   |
| 2000  | BK Windawa      | Brocēni/LMT      | 4–3   |
| 1999  | Brocēni/LMT     | BK Windawa       | 4–2   |
| 1998  | ASK/Brocēni/LMT | BK Windawa       | 4–1   |
| 1997  | ASK/Brocēni/LMT | Liepājas Baltika | 4–0   |
| 1996  | ASK/Brocēni     | Metropole        | 4–2   |
| 1995  | SWH/Brocēni     | Bonus            | 4–3   |
| 1994  | SWH/Brocēni     | Bonus            | 3–0   |
| 1993  | BK Brocēni      | Bonus            | 3–0   |
| 1992  | Brocēni/Parair  | Bonus            | 2–0   |

## Tytuły według klubu
| Klub            | Mistrzostwa | Wicemistrzostwa | Zwycięskie lata                                      |
| --------------- | ----------- | --------------- | ---------------------------------------------------- |
| BK Windawa      | 9           | 7               | 2000, 2001, 2002, 2003, 2004, 2005, 2006, 2009, 2014 |
| Brocēni         | 8           | 1               | 1992, 1993, 1994, 1995, 1996, 1997, 1998, 1999       |
| VEF Ryga        | 4           | 2               | 2011, 2012, 2013, 2015                               |
| Barons/LMT      | 2           | 4               | 2008, 2010                                           |
| ASK Ryga        | 1           | 1               | 2007                                                 |
| Bonus           | 0           | 4               |                                                      |
| BK Skonto       | 0           | 3               |                                                      |
| Metropole       | 0           | 1               |                                                      |
| Liepājas Lauvas | 0           | 1               |                                                      |